# Heinrich Schreiber (Bibliothekar)
Heinrich Schreiber (* 25. Dezember 1900 in Erlangen; † 22. Juni 1942 in Leipzig) war ein deutscher Bibliothekar.

## Leben
Heinrich Schreiber studierte Geschichte, historische Hilfswissenschaften und Mittellateinische Philologie in Erlangen, Tübingen Frankfurt und München. 1925 wurde er bei Paul Lehmann in Mittellateinischer Philologie promoviert. Bereits während des Studiums war er als wissenschaftlicher Hilfsarbeiter an der Stadtbibliothek Mainz tätig. 1926 wurde er Volontär an der Sächsischen Landesbibliothek Dresden, 1927 an der Universitätsbibliothek Leipzig und legte 1927 die Bibliothekarsprüfung ab. 1928 wurde er Leiter der Sondersammlungen an der Universitätsbibliothek Leipzig. 1940/41 war er als Kriegsverwaltungsrat in Brüssel tätig, wo er die Aufsicht über alle Bibliotheken in Belgien und Nordfrankreich hatte, war anschließend wegen Krankheit dienstunfähig und arbeitete ab 1942 wieder an der Universitätsbibliothek Leipzig.
Seine Forschungsinteressen galten mittelalterlichen Bibliotheken, der Handschriftenkunde sowie besonderes der Einbandforschung.

## Veröffentlichungen (Auswahl)
- Die Bibliothek der ehemaligen Mainzer Kartause. Die Handschriften und ihre Geschichte (= Beihefte zum Zentralblatt für Bibliothekswesen 60). Otto Harrassowitz, Leipzig 1927 (Dissertation; Digitalisat).
- Einführung in die Einbandkunde. Anton Hiersemann, Leipzig 1932 (Digitalisat).